# Marionnette à tringle
Pour les articles homonymes, voir Marionnette.

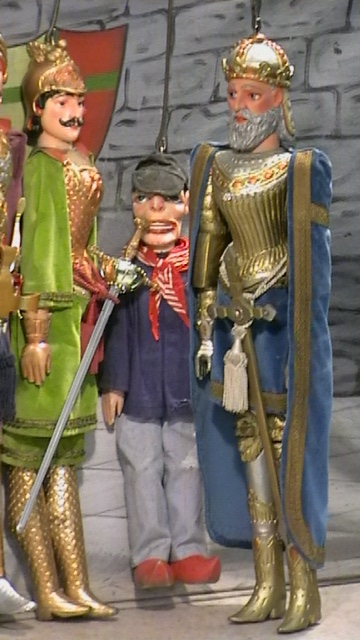
marionnette liégeoise

Une marionnette à tringle est un type de marionnette dont la manipulation se fait au moyen de tringles rigides positionnées au-dessus du personnage. Parfois, les membres peuvent être contrôlés par des tiges plus fines ou par des fils.
La manipulation est surplombante : comme pour une marionnette à fil,  la main du manipulateur est située au-dessus de la figurine. 